# 清水郁太郎
清水 郁太郎（しみず いくたろう、安政4年10月13日〈1857年11月29日〉 -　明治18年2月26日〈1885年〉）は、日本の医学者、産婦人科医。医学博士第1号。初代の東京大学医学部産婦人科学教授。広島県吉津村（現・福山市）生まれ。

## 来歴・人物
慶応元年（1865年）、藩校誠之館（現・広島県立福山誠之館高等学校）に入学、早くからその穎才を認められ明治2年（1869年）には、全国各藩の俊才数十名が選抜された東京遊学に、16歳から20歳という年齢制限が有るにもかかわらず12歳にして選ばれる。
明治4年（1871年）、大学南校（現・東京大学）入学、独学を専攻。翌明治5年（1872年）、大学東校（現・東京大学医学部）に転入。大学東校は第一大学医学校、東京医学校、明治10年（1877年）には東京大学医学部と名称を変え新発足したが、郁太郎はその本科1回生を首席で卒業し、現在の医学博士に相当する医学士の称号を受ける。
また文部省はこの時、卒業生の中で特に成績優秀なものをドイツの大学に留学させ、将来傭外人教授に代わらせることを企図し、郁太郎はこれに選ばれ他2名と明治11年（1879年）渡欧した。ドイツではベルリン大学、ウィーン大学で当時最も高名な多くの教授に学び、婦人科学のみならず医学各科の基礎、臨床学習に励み3年後の明治16年（1883年）帰国。外人教授に代わり産婦人科外来の診察、及び臨床講義を実施。翌明治17年（1884年）、日本人初の東大教授に任ぜられた（28歳）。清水は初代の東京大学医学部産婦人科学教授であり、したがって日本最初の産科学婦人科学担当大学教授に当たる。
当時まだ漢方医学の影響が強かった産婦人科にあって臨床診療中心のドイツ産婦人科学を導入、診療講義、臨床講義、産科模型実習等のほか、病室および教場の整備を行う。また穿頭術、卵巣嚢腫に対する手術も敢行。共に当時は驚異とされていたものであった。他に漆塗子宮鏡ペッサリーを発明し、ロンドンへ出品する等、日本のドイツ流医学新体制実現へ心血を注いだが病に倒れた。明治18年（1885年）、肺結核により29歳で死去、在職はわずか8ヶ月であった。